# Daniel Bluman
Daniel Bluman Doron (15 de marzo de 1990) es un jinete de equitación colombiano-israelí. Representó a Colombia en los Juegos Olímpicos de 2012, llegando a la final de salto individual donde terminó en la posición veinte con trece puntos de infracción.